# Ітагін
Ітагін (Ithaginis cruentus) — вид птахів родини фазанових (Phasianidae), єдиний представник роду Ithaginis, поділяється приблизно на 15 підвидів.

## Поширення
Ітагіни мешкають у горах Непалу, Сіккіму, північної М'янми, Тибету та центрального та південно-центрального Китаю, де вони віддають перевагу хвойним або змішаним лісам і чагарникам поблизу снігової лінії. Вони змінюють свій ареал залежно від пори року, і влітку зустрічаються на високих висотах. Зі збільшенням снігу восени та взимку вони переміщуються на нижню висоту.